# Acqua alta

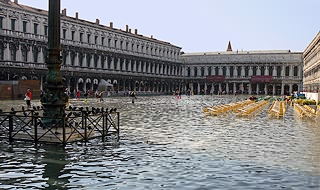
Acqua alta na praça de São Marcos.

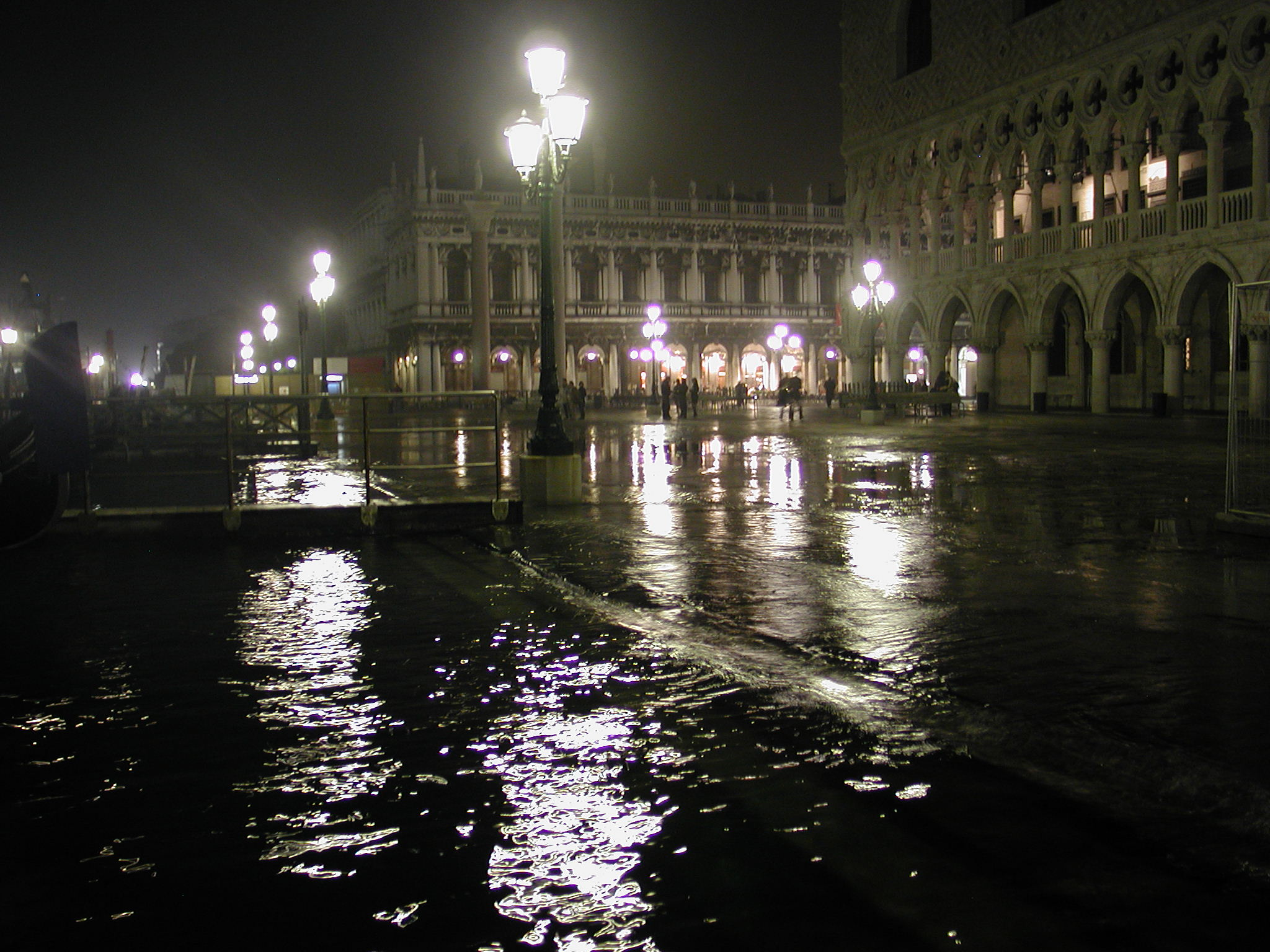
Vista noturna da Praça de São Marcos (piazzetta).

Acqua alta é um fenómeno que ocorre com frequência na cidade de Veneza, Itália, devido geralmente às marés altas e da primavera. Inclui a inundação das áreas mais baixas da cidade de Veneza, e, em casos graves, pode eventualmente incluir 96% da cidade. A definição oficial é que a água é tida como «alta» quando o seu nível é superior a 90 mm acima do nível normal da maré.
Um dos pontos mais baixos em Veneza é a Praça de São Marcos, portanto é uma área que é frequentemente alagada. A cidade de Veneza tem implementadas uma série de ações para assegurar que as actividades da cidade continuam, apesar do distúrbio causado pela enchente. Por exemplo, passagens elevadas são construídas para a circulação dos peões durante as inundações mais graves (embora seja aconselhável colocar botas de borracha). No entanto, algumas casas e empresas devem ser evacuadas. O centro de investigação Coses, em Veneza, estima o custo das inundações na cidade em cerca de milhões de euros por ano em horas não trabalhadas.

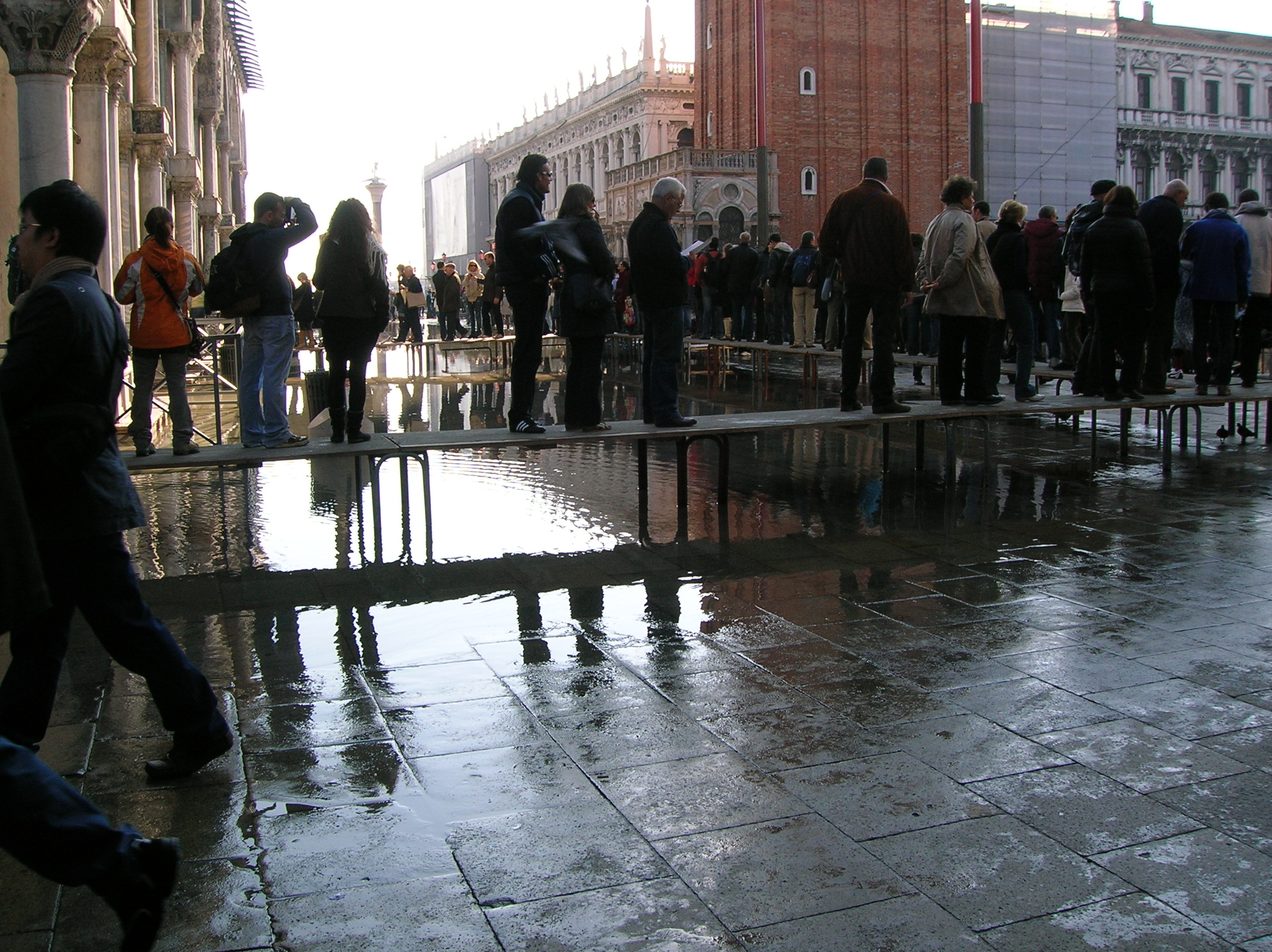
Passagens elevadas com turistas esperando pela entrada na basílica de São Marcos.

A frequência de ocorrência e a severidade destas inundações têm vindo a aumentar ao longo do século passado. A frequência de «acqua alta» passou de menos de 10 vezes por ano a mais de 60 vezes por ano. Em termos de gravidade, o pior caso documentado de «acqua alta» foi a enchente de 4 de novembro de 1966, quando a água ultrapassou o nível da maré normal (180 cm), mais de um metro e 96% da cidade foi inundada.
A 31 de outubro de 2004 a altura das águas chegou a 135 cm e inundou 80% da cidade. Em dezembro de 2008, as tempestades no Mar Adriático produziram uma enchente que atingiu um recorde de 1,56 m.

## Efeitos
De acordo com a gravidade da «acqua alta», esta atinge diferentes áreas da cidade. A tabela abaixo mostra a percentagem da área da cidade que fica coberta, dependendo do nível de alagamento:
| Nível da maré | % de Veneza que fica inundada |
| ------------- | ----------------------------- |
| Até 80 cm     | Maré normal                   |
| 100 cm        | 6%                            |
| 110 cm        | 12%                           |
| 120 cm        | 35%                           |
| 130 cm        | 70%                           |
| 140 cm+       | 90%                           |